# Светско првенство у кошарци 2019 — група Ф
„Група Ф на Светском првенству у кошарци 2019.” је шеста група на Светском првенству које ће бити одиграно у Кини. Групна фаза овог такмичења почиње 1. септембра и трајаће до 5. септембра 2019. године. У групи Ф ће се састати репрезентације Грчке, Новог Зеланда, Бразила и Црне Горе. Утакмице се играју у Олимпијски парк у Нанкингу у Нанкингу. Свака репрезентација ће играти једна против друге (укупно три кола). Након што се одиграју утакмице, два најбољепласирана тима ће се пласирати у другу фазу такмичења, а два најлошијепласирана тима ће играти Класификационе кругове (распоред од 17. до 32. места).

## Тимови
| Група Ф                                  |
| ---------------------------------------- |
| Грчка · Нови Зеланд · Бразил · Црна Гора |

| Репрезентација | Квалификовани          | Квалификовани       | Наступ          | Наступ         | Најбољи наступ                        | Ранг на Фибиној листи |
| Репрезентација | Квалификовани као      | Датум               | Последњи наступ | Укупно наступа | Најбољи наступ                        | Ранг на Фибиној листи |
| -------------- | ---------------------- | ------------------- | --------------- | -------------- | ------------------------------------- | --------------------- |
| Грчка          | Европске квалификације | 16. септембар 2018. | 2014            | 8              | 2. место (2006) / Финале              | 8                     |
| Нови Зеланд    | Азијске квалификације  | 1. децембар 2018.   | 2014            | 8              | 4. место (2002) / Утакмица за 3 место | 38                    |
| Бразил         | Америчке квалификације | 21. фебруар 2019.   | 2014            | 18             | Шампион (1959, 1963)                  | 12                    |
| Црна Гора      | Европске квалификације | 25. фебруар 2019.   | N/A             | 1              | Дебитант                              | 28                    |

## Пласман (Табела)
| Поз. | Табела групе Ф | ИГ | Д | И | П+  | П-  | Разл. | Бод. | Коментари                       |
| ---- | -------------- | -- | - | - | --- | --- | ----- | ---- | ------------------------------- |
| 1.   | Бразил         | 3  | 3 | 0 | 265 | 245 | +20   | 6    | Пласман у другу рунду           |
| 2.   | Грчка          | 3  | 2 | 1 | 266 | 236 | +30   | 5    | Пласман у другу рунду           |
| 3.   | Нови Зеланд    | 3  | 1 | 2 | 284 | 288 | -4    | 4    | Распоред од 17. до 32. позиције |
| 4.   | Црна Гора      | 3  | 0 | 3 | 216 | 262 | -46   | 3    | Распоред од 17. до 32. позиције |

## Утакмице

### Нови Зеланд vs. Бразил
| 1. септембар 2019. 16:00 | Boxscore | Нови Зеланд                                         | 94 : 102 | Бразил                      | Олимпијски парк у Нанкингу, Нанкинг Гледаоци: 5.800 Судије: Антонио Конде, Леандро Лежано, Хванг Инте |  |
| 1. септембар 2019. 16:00 | Boxscore | Четвртине: 20:21, 30:29, 12:28, 32:24               |          |                             | Олимпијски парк у Нанкингу, Нанкинг Гледаоци: 5.800 Судије: Антонио Конде, Леандро Лежано, Хванг Инте |  |
| 1. септембар 2019. 16:00 | Boxscore | Поени: Вебстер 19 Скокови: Ло 10 Асистенције: Или 6 |          | Барбоса 22 Фелицио 13 Луз 6 | Олимпијски парк у Нанкингу, Нанкинг Гледаоци: 5.800 Судије: Антонио Конде, Леандро Лежано, Хванг Инте |  |

### Грчка vs. Црна Гора
| 1. септембар 2019. 20:00 | Boxscore | Грчка                                                           | 85 : 60 | Црна Гора                        | Олимпијски парк у Нанкингу, Нанкинг Гледаоци: 11.386 Судије: Роберто Васкез, Андрес Бартел, Сергеј Зашчук |  |
| 1. септембар 2019. 20:00 | Boxscore | Четвртине: 17:9, 25:7, 21:22, 22:22                             |         |                                  | Олимпијски парк у Нанкингу, Нанкинг Гледаоци: 11.386 Судије: Роберто Васкез, Андрес Бартел, Сергеј Зашчук |  |
| 1. септембар 2019. 20:00 | Boxscore | Поени: Принтезис 16 Скокови: Папајанис 9 Асистенције: Калатес 7 |         | Вучевић 12 Дубљевић 5 Ивановић 5 | Олимпијски парк у Нанкингу, Нанкинг Гледаоци: 11.386 Судије: Роберто Васкез, Андрес Бартел, Сергеј Зашчук |  |

### Црна Гора vs. Нови Зеланд
| 3. септембар 2019. 16:00 | Boxscore | Црна Гора                                                       | 83 : 93 | Нови Зеланд                       | Олимпијски парк у Нанкингу, Нанкинг Гледаоци: 3.308 Судије: Антонио Конде, Леандро Лежано, Мичал Прок |  |
| 3. септембар 2019. 16:00 | Boxscore | Четвртине: 26:31, 18:22, 21:13, 18:27                           |         |                                   | Олимпијски парк у Нанкингу, Нанкинг Гледаоци: 3.308 Судије: Антонио Конде, Леандро Лежано, Мичал Прок |  |
| 3. септембар 2019. 16:00 | Boxscore | Поени: Ивановић 18 Скокови: Дубљевић 13 Асистенције: Ивановић 7 |         | К. Вебстер 25 Фоту 7 К. Вебстер 7 | Олимпијски парк у Нанкингу, Нанкинг Гледаоци: 3.308 Судије: Антонио Конде, Леандро Лежано, Мичал Прок |  |

### Бразил vs. Грчка
| 3. септембар 2019. 20:00 | Boxscore | Бразил                                                            | 79 : 78 | Грчка                            | Олимпијски парк у Нанкингу, Нанкинг Гледаоци: 11.945 Судије: Роберто Васкез, Сергеј Зашчук, Хванг Инте |  |
| 3. септембар 2019. 20:00 | Boxscore | Четвртине: 15:19, 15:21, 26:13, 23:25                             |         |                                  | Олимпијски парк у Нанкингу, Нанкинг Гледаоци: 11.945 Судије: Роберто Васкез, Сергеј Зашчук, Хванг Инте |  |
| 3. септембар 2019. 20:00 | Boxscore | Поени: Варежао 22 Скокови: Кабокло 10 Асистенције: Гарсија, Луз 6 |         | Принтезис 20 Калатес 7 Слукас 11 | Олимпијски парк у Нанкингу, Нанкинг Гледаоци: 11.945 Судије: Роберто Васкез, Сергеј Зашчук, Хванг Инте |  |

### Бразил vs. Црна Гора
| 5. септембар 2019. 16:00 | Boxscore | Бразил                                                             | 84 : 73 | Црна Гора                             | Олимпијски парк у Нанкингу, Нанкинг Судије: Антонио Конде, Андрес Бартел, Мичал Проц |  |
| 5. септембар 2019. 16:00 | Boxscore | Четвртине: 19:20, 24:18, 23:16, 18:19                              |         |                                       | Олимпијски парк у Нанкингу, Нанкинг Судије: Антонио Конде, Андрес Бартел, Мичал Проц |  |
| 5. септембар 2019. 16:00 | Boxscore | Поени: Уертас 16 Скокови: Кабокло, Феликио 7 Асистенције: Уертас 6 |         | Нидам 16 Радончић, Вучевић 6 Нидам 10 | Олимпијски парк у Нанкингу, Нанкинг Судије: Антонио Конде, Андрес Бартел, Мичал Проц |  |

### Грчка vs. Нови Зеланд
| 5. септембар 2019. 20:00 | Boxscore | Грчка                                                                     | 103 : 97 | Нови Зеланд                          | Олимпијски парк у Нанкингу, Нанкинг Судије: Роберто Васкез, Леандро Лежано, Хванг Инте |  |
| 5. септембар 2019. 20:00 | Boxscore | Четвртине: 28:19, 23:25, 20:22, 32:31                                     |          |                                      | Олимпијски парк у Нанкингу, Нанкинг Судије: Роберто Васкез, Леандро Лежано, Хванг Инте |  |
| 5. септембар 2019. 20:00 | Boxscore | Поени: Ј. Андетокумбо 24 Скокови: Ј. Андетокумбо 10 Асистенције: Слукас 7 |          | К. Вебстер 31 Аберкромби, Ло 6 Или 9 | Олимпијски парк у Нанкингу, Нанкинг Судије: Роберто Васкез, Леандро Лежано, Хванг Инте |  |

### Занимљивости
- Ово ће бити пета утакмица између Бразила и Грчке на Светском првенству, Грчка је победила Бразилкад су играли задњи пут 2006. године, што је била задња такмичарска утакмица између ове две селекције.
- Ово ће бити прва такмичарска утакмица између Новог Зеланда и Бразила.
- Ово ће бити прва такмичарска утакмица између Црне Горе и Новог Зеланда.
- Ово ће бити прва такмичарска утакмица између Бразила и Црне Горе.
- Ово ће бити прва утакмица између Грчке и Новог Зеланда на Светском првенству. Грчка је победила Нови Зеланд на Светском олимпијском турниру 2012. године.
- Ово ће бити прва утакмица између Грчке и Црне Горе на Светском првенству. Грчка је победила Црну Гору 2011. године.
- Црна Гора први пут учествује на Светском првенству.